# Silnoproud
Silnoproud je termín pro tu část elektrotechniky, která se zabývá energetickým (výkonovým a napájecím) využitím elektřiny, tj. např. výroba a rozvod elektřiny, motory atd.
Termín silnoproud určuje jen jeden ze dvou základních pilířů vědecko-technického oboru Elektrotechniky. Druhou její částí je slaboproud, který pojednává o datovém, ovládacím a signalizačním využití elektrické energie. Výrazem slaboproud je míněna elektronika, tj. např. práce s rozhlasovými a televizními signály, elektronickou požární a zabezpečovací signalizací, datovými sítěmi, atd..